# Zemský okres Anhalt-Bitterfeld
Zemský okres Anhalt-Bitterfeld (německy Landkreis Anhalt-Bitterfeld) je zemský okres v německé spolkové zemi Sasko-Anhaltsko. Sídlem správy zemského okresu je město Köthen. Má přibližně 168 tisíc obyvatel. 

## Města a obce
| Města: 1. Aken (Elbe) 2. Bitterfeld-Wolfen 3. Köthen 4. Raguhn-Jeßnitz 5. Sandersdorf-Brehna 6. Südliches Anhalt 7. Zerbst/Anhalt 8. Zörbig | Obce: 1. Muldestausee 2. Osternienburger Land |